# Currimao
Currimao (Bayan ng  Currimao) es un municipio filipino de cuarta categoría perteneciente a la provincia de Ilocos Norte en la Región Administrativa de Ilocos, también denominada Región I.

## Geografía
Tiene una extensión superficial de 34.08 km² y según el censo del 2007, contaba con una población de 11.305 habitantes y 2.126 hogares; 11.970 habitantes el día primero de mayo de 2010
Este municipio se encuentra situado en la parte suroeste de la provincia, 465 kilómetros al noroeste de Manila y a 27  de la ciudad de Laoag. 
Linda al norte con la ciudad de Paoay, al este con Batac, al sur con Pinili y Badoc, y al oeste por el Mar de la China Meridional. 
Se trata de tierras altas, con aprovechamientos forestales.

### Barangayes
Currimao se divide, a los efectos administrativos, en 23 barangayes o barrios, todos de carácter rural, excepto la Población.
| - Anggapang del Norte - Anggapang del Sur - Bimmanga - Cabuusan - Comcomloong - Gaang | - Lang-ayan-Baramban - Lioes - Maglaoi Centro - Maglaoi del Norte - Maglaoi del Sur - Paguludan-Salindeg | - Pangil - Pias del Norte - Pias del Sur - Población I - Población II - Salugan | - San Simeon - Santa Cruz - Tapao-Tigue - Torre - Victoria |

## Historia
Durante el régimen español floreció el comercio con el empleo de los galeones, que fueron atacados por piratas moros en las costas del Mar de China. Al igual que en el Levante español, para proteger a los nativos, las autoridades españolas construyeron torres de vigilancia en dos puntos estratégicos, uno en punta Arboledan y el otro en el barrio de Torre.
Cuando los piratas eran divisados los vigías alertaban a las gentes gritando  correr.
Así, cuando los indios oían los gritos, se escondían para salvarse. Los piratas eran conocidas entre los nativos como Cumaws. A partir de estas dos palabras deriva el nombre de Currimao.